# إكسينكورت
إكسينكورت (بالفرنسية: Exincourt)‏ بلدية تقع في إقليم فرانش كومته شرق فرنسا .

## أعلام
- كلود نيكولا
- جاك فاتون